# 内郷高架橋
内郷高架橋（うちごうこうかきょう）は、福島県いわき市にある国道49号平バイパスの道路橋である。

## 概要
- 全長：568.8m[1] / 569.4m[1]（上り / 下り）
- 幅員：9.0 m×2[1]
- 形式：17径間PC桁橋＋4径間鋼鈑桁橋（計21径間）
- 施工
  - 上り：東京鐵骨橋梁・丸誠重工業(第18～21径間）[2]
  - 下り：JFEエンジニアリング(第18～21径間）[3]
- 竣工：1988年[1] / 2012年[1]（上り / 下り）

内郷高架歩道橋
- 全長：73.0m[4]
- 幅員：2.5m[4]
- 竣工：1987年[4]

平バイパス2工区の主要構造物として建設された橋梁であり、第2径間にて福島県道20号いわき上三坂小野線（旧国道6号）を、第18径間にて二級水系夏井川水系新川を、第20径間にてJR常磐線を渡る。起点側の東詰は内郷御厩町字下能に、西詰は内郷御台境町字鶴巻に位置する。東詰では番匠地交差点と接続する立体交差のオンオフランプの合分流車線が一部橋梁に掛かる。福島県内の一般道の橋梁では4番目に長く、いわき市内の一般道では最も長い。新川が形作る谷を一跨ぎにしており、旧国道6号沿線の内郷市街地への接続は前述の番匠地交差点を経由し周辺市道を介する必要がある。起点側、内郷御厩町の市街地を超える高架部17径間はPC桁橋が、新川渡河部以西の4径間では鋼鈑桁橋が採用されている。
A1橋台からP18橋脚まで歩道はなく、A1橋台脇にバイパスと地上をつなぐ階段が設置されている。P18橋脚からA2橋台にかけての西側3径間には上下線両側に歩道が設置されており、P17橋脚を介して地上へ階段、スロープ路である内郷高架歩道橋が接続している。
開通当初は現在の上り線橋梁を利用した暫定2車線対面通行で供用され、のちに下り線側橋梁が建設され上下4車線にて供用された。4車線化にあたり完成後20年以上経過していた上り線橋梁の改修が実施され、舗装の更新や伸縮装置の交換が行われたが、2013年7月22日に沿線近くのいわきグリーンスタジアムで開催が決まっていたプロ野球マツダオールスターゲーム2013第3戦の観客輸送に間に合わせるために急ピッチで作業が行われ、試合前夜に供用が開始された。
橋梁直下には県道20号の御厩二丁目交差点があり、市道が第1～4径間の直下を通っており、第5～17径間では側道として通っている。

## 沿革
- 1988年3月23日 - 現在の上り線橋梁を用いて暫定2車線対面通行にて供用が開始される。
- 2013年2月17日 - 下り線橋梁を用いて暫定2車線対面通行にて供用が開始される[5]。
- 2013年7月21日 - 上り線橋梁の改修工事が完了し上下4車線にて供用が開始される[5]。

## 周辺
- 内郷御厩郵便局
- 福島トヨタいわき平店
- 福島日産自動車いわき内郷店

## 隣の橋
新川
（上流）御厩橋 - 内郷高架橋 - 鶴巻橋（下流）